# Edelgard Wendorf
Edelgard Wendorf, geb. Rothe (* 13. Juni 1944 in Oppenbach) ist eine deutsche Handballtrainerin und ehemalige Handballtorhüterin.
Die 1,68 Meter große Torhüterin spielte für den TSC Berlin.
Edelgard Wendorf stand im Aufgebot für die Frauen-Handballnationalmannschaft der DDR und wurde mit dem Team 1971 Weltmeisterin.
Seit September 2000 ist sie Torwarttrainerin beim Berliner TSC. Von Beruf ist sie Journalistin (i. R.).
Sie war verheiratet mit Karl-Heinz Wendorf (1933–2009).